# Anniek Smulders
Anniek Smulders (Utrecht, 20 januari 1998) is een voetbalspeelster uit Nederland. Ze speelde als verdediger voor FC Utrecht in de Vrouwen Eredivisie. Sinds 2024 komt ze opnieuw als amateur uit voor SV Saestum in de Topklasse.

## Carrière
Smulders speelde in haar jeugdjaren voor amateurverenigingen DVSU, SV Saestum en Sporting '70. In haar laatste periode als amateur kwam ze opnieuw uit voor SV Saestum In 2023 tekent ze een contract bij FC Utrecht dat haar rentree maakt in de Vrouwen Eredivisie in het seizoen 2023/24. Tegelijkertijd maakten ploeggenoten Amber Visscher en Tami Groenendijk dezelfde overstap naar FC Utrecht.
Op 10 september 2023 maakte Smulders haar debuut voor FC Utrecht in een thuiswedstrijd tegen Feyenoord door in te vallen voor Amber Visscher in de 88ste minuut.
Na het seizoen 2023/24 keerde Smulders, na weinig minuten te hebben gemaakt bij FC Utrecht, terug als amateur bij SV Saestum. In het seizoen 2024/25 wist Smulders met de amateurclub uit Zeist de halve finale van de KNVB Beker te halen.

## Statistieken
| Seizoen | Club       | Competitie | Competitie | Competitie | Beker | Beker | Overig | Overig | Totaal | Totaal |
| Seizoen | Club       | Competitie | Wed.       | Dlp.       | Wed.  | Dlp.  | Wed.   | Dlp.   | Wed.   | Dlp.   |
| ------- | ---------- | ---------- | ---------- | ---------- | ----- | ----- | ------ | ------ | ------ | ------ |
| 2023/24 | FC Utrecht | Eredivisie | 3          | 0          | 0     | 0     | 0      | 0      | 3      | 0      |
| Totaal  | Totaal     | Totaal     | 3          | 0          | 0     | 0     | 0      | 0      | 3      | 0      |

Bijgewerkt t/m 1 december 2024.